# Zos Kia Cultus (Here and Beyond)
Zos Kia Cultus (Here and Beyond) — музичний альбом гурту Behemoth. Виданий 28 жовтня 2002 року лейблами Mystic Production, Avantgarde Music, Olympic Recordings. Загальна тривалість композицій становить 44:19. Альбом відносять до напрямку блек-метал, дез-метал.

## Список пісень
1. «Horns Ov Baphomet» — 6:34
2. «Modern Iconoclasts» — 4:25
3. «Here And Beyond (Titanic Turn Of Time)» — 3:25
4. «As Above So Below» — 4:59
5. «Blackest Ov The Black» — 3:41
6. «Hekau 718» — 0:43
7. «The Harlot Ov The Saints» — 2:47
8. «No Sympathy For Fools» — 3:48
9. «Zos Kia Cultus» — 5:33
10. «Fornicatus Benefictus» — 0:52
11. «Typhonian Soul Zodiack» — 4:29
12. «Heru Ra Ha: Let There Be Might» — 3:03